# Koščake
Koščake este o localitate din comuna Cerknica, Slovenia, cu o populație de 5 locuitori.